# Васько Іван Михайлович
Іва́н Миха́йлович Васько́ — солдат, Державна прикордонна служба України.

## З життєпису
6 серпня 2014-го потрапив під Луганськом під обстріл з «Градів», зазнав поранень, переніс кілька операцій, станом на травень 2015 року продовжував реабілітацію.

## Нагороди
21 серпня 2014 року — за особисту мужність і героїзм, виявлені у захисті державного суверенітету та територіальної цілісності України, вірність військовій присязі під час російсько-української війни, відзначений — нагороджений орденом «За мужність» III ступеня.